# Agustín Lara

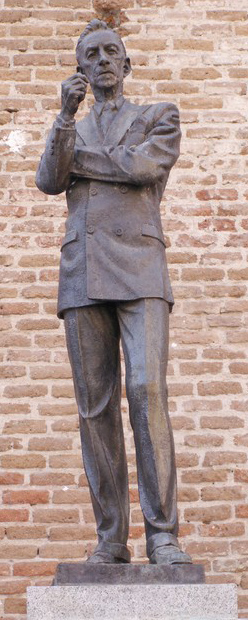
Standbeeld voor Lara in Madrid

Ángel Agustín María Carlos Fausto Mariano del Sagrado Corazón Alfonso de Jesús Lara y Aguirre del Pino (Tlacotalpan, 30 oktober 1897 - Mexico-Stad, 6 november 1970) was een Mexicaans componist en zanger.
Lara werd geboren in de staat Veracruz, maar kort na zijn geboorte verhuisde zijn familie naar Coyoacán. Na de dood van zijn moeder werd hij opgevangen in een hospice van zijn tante, waar hij voor het eerst met muziek in aanraking kwam. Zijn eerste compositie schreef hij in 1927 voor zijn geliefde. Vanaf 1929 werkte hij voor de tenor Juan Arvizu als componist en een jaar later begon zijn carrière bij de radio. Vanaf de jaren 30 begon Lara muziek te schrijven voor films en maakte hij tournees door Latijns-Amerika.
Hij componeerde onder meer Solamente Una Vez, Veracruz, Tropicana, Pecadora, María Bonita, Granada, Aquel Amor en Noche de Ronda. Desalniettemin werd van hem gezegd dat hij nooit muzieknoten heeft leren lezen. Lara had romances met meerdere vrouwen waaronder María Félix, die zijn eerste echtgenote werd. Vanaf de jaren 40 werd Lara populair in Spanje en op uitnodiging van de Spaanse dictator Francisco Franco betrok hij een huis in Madrid.
Vanaf 1968 ging zijn gezondheid snel achteruit. Hij overleed in 1970 en werd begraven in het Panteón de Dolores in Mexico-Stad.
- Bibsys: 7028543
- Biblioteca Nacional de España: XX1112276
- Bibliothèque nationale de France: cb138963452 (data)
- Catàleg d'autoritats de noms i títols de Catalunya: 981058525285706706
- CiNii: DA09644669
- Gemeinsame Normdatei: 131596535
- International Standard Name Identifier: 0000 0001 1604 2991
- Library of Congress Control Number: n85290434
- Nationale Bibliotheek van Letland: 000079113
- MusicBrainz: 8c8837b1-60cc-4bf4-b9bb-71ad2f757841
- Bibliotheek van het Japanse parlement: 00854041
- Nationale Bibliotheek van Tsjechië: xx0067172
- Nationale bibliotheek van Australië: 63573452
- Nationale Bibliotheek van Israël: 987007518882805171
- Nederlandse Thesaurus van Auteursnamen: 070654182
- Réseau des bibliothèques de Suisse occidentale: 02-A008587324
- Istituto Centrale per il Catalogo Unico: CFIV208399
- SNAC: w6417sn3
- Système universitaire de documentation: 079505309
- Trove: 1735152
- Virtual International Authority File: 19863711
- WorldCat: E39PBJhhqyjByRpCMQ6RCFptrq